# ابن عطاء الله الإسكندري
ابنُ عَطاء اللَّه الإسكندري (740 هـ - 801هـ، 1339 - 1398م). هو أحمد بن محمد بن عطاء الله الزبيري الإسكندري. من متبعي المذهب المالكي اشتهر بابن تَنَس، وتَنَس مدينة بالساحل الجزائري. وينتهي نسبه إلى الزبير بن العوام؛ لذلك نسب إليه. وهو فقيه، أصولي، تولى القضاء بمصر. من أشهر مصنفاته: شرح على مختصر ابن الحاجب في الأصول، وله تعليق على مختصر ابن الحاجب في الفقه.